# Успаванка за озбиљне бебе
Успаванка за озбиљне бебе је десети студијски албум певача Аце Лукаса који је издат 2021. за City Records.

## Списак песама
1. Успаванка за озбиљне бебе (оригинал: Никола Грбић Грба — Успаванка за озбиљне бебе (1987))
2. Макина
3. Демон
4. Мама (оригинал: Никола Грбић Грба — Мама (1987))
5. Хотел
6. Ленка
7. Учила си од најбољег
8. Душа проклета
9. Стравично
10. Кидаш ме (са Милицом Павловић)
11. Проблем (са Мајом Беровић)
12. Нико као ти (са Данијелом Вранић)